# Industrimuseet Frederiks Værk

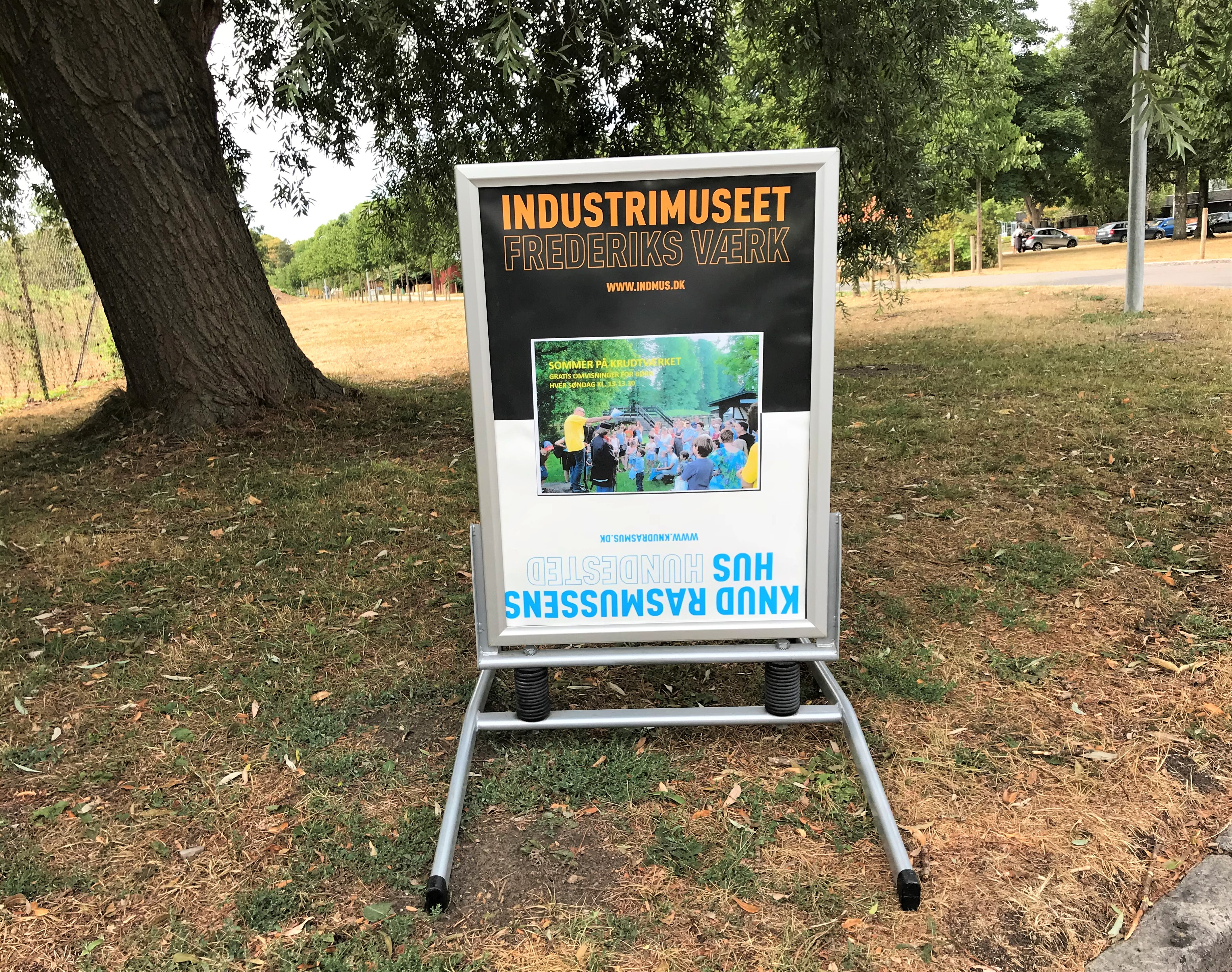
Industrimuseet Frederiks Værk

Industrimuseet Frederiks Værk är ett danskt kulturhistoriskt museum på olika platser i Halsnæs kommun på Själland. 

## Enskilda museer inom Industrimuseet Frederiks Værk

### Arkivet
Arkivet grundades 1975 i Frederiksværks gamla fattighus från 1866. Det flyttade sommaren 2010 till Arsenalets lokaler. Arkivet är ett lokalhistoriskt arkiv, baserat på arkivalier från enskilda personer, föreningar och företag. (55°58′21.24″N 12°1′23.45″Ö / 55.9725667°N 12.0231806°Ö)

### Arsenalet
Arsenalet (Torvet 18-20) uppfördes omkring 1800 och var från början en materialgård för Det Kongelige Artilleri- og Raketkorps. Efter restaurering 2008 öppnades här ett stadsmuseum. (55°58′21.24″N 12°1′23.45″Ö / 55.9725667°N 12.0231806°Ö)

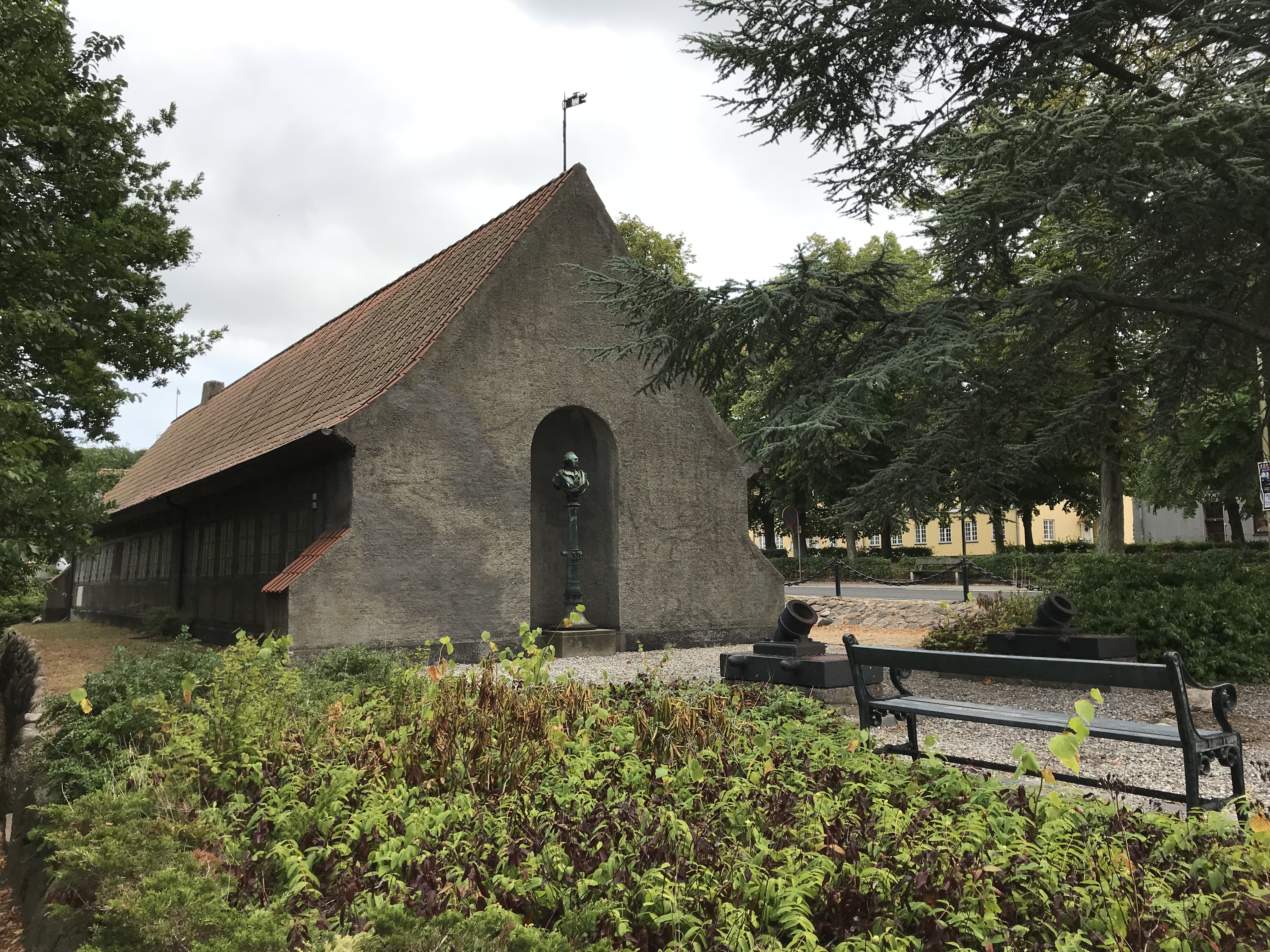
Arsenalet
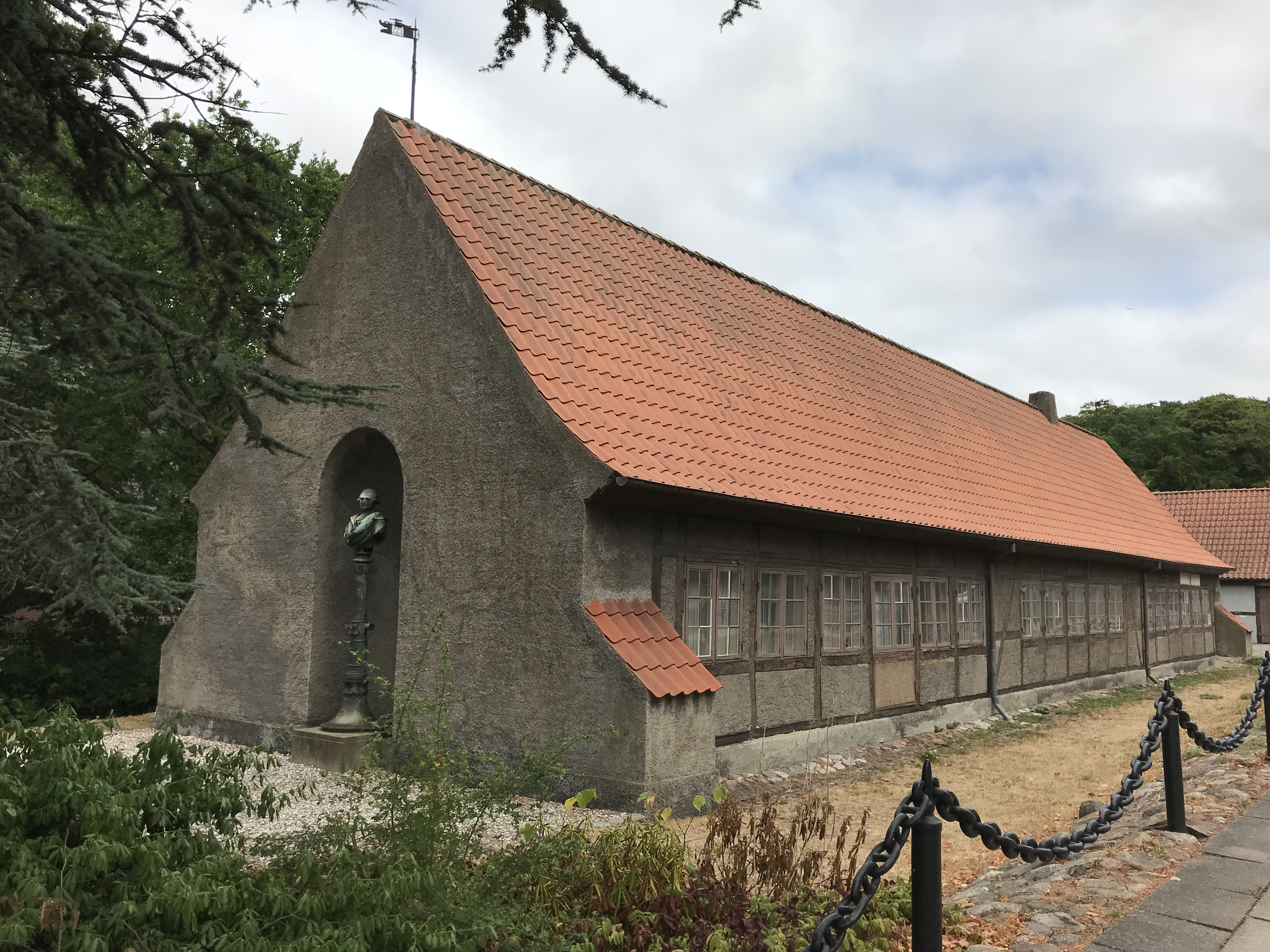
Arsenalet

### Projektilmagasinet
Projektilmagasinet ligger vid Torget i Frederiksværk, i anslutning till Arsenalet. Den lilla magasinsbyggnaden uppfördes samtidigt som Arsenalet omkring 1800.(55°58′21.35″N 12°1′23.09″Ö / 55.9725972°N 12.0230806°Ö)

### Krudtværket och Krudtværksmuseet i Frederiksværk
Krudtværket var en verksamhet i Frederiksværk som tillverkade krut för både militära och civila ändamål under över 200 år. Det grundades 1736 och produktionen kom igång 1758. Krudtværket etablerades av generalmajoren Johan Frederik Classen och kompanjonen Just Fabritius på kontrakt med kung Frederik V av Danmark.  Krudtværket var i funktion till 1970-talet. (55°58′31.16″N 12°1′4.56″Ö / 55.9753222°N 12.0179333°Ö)

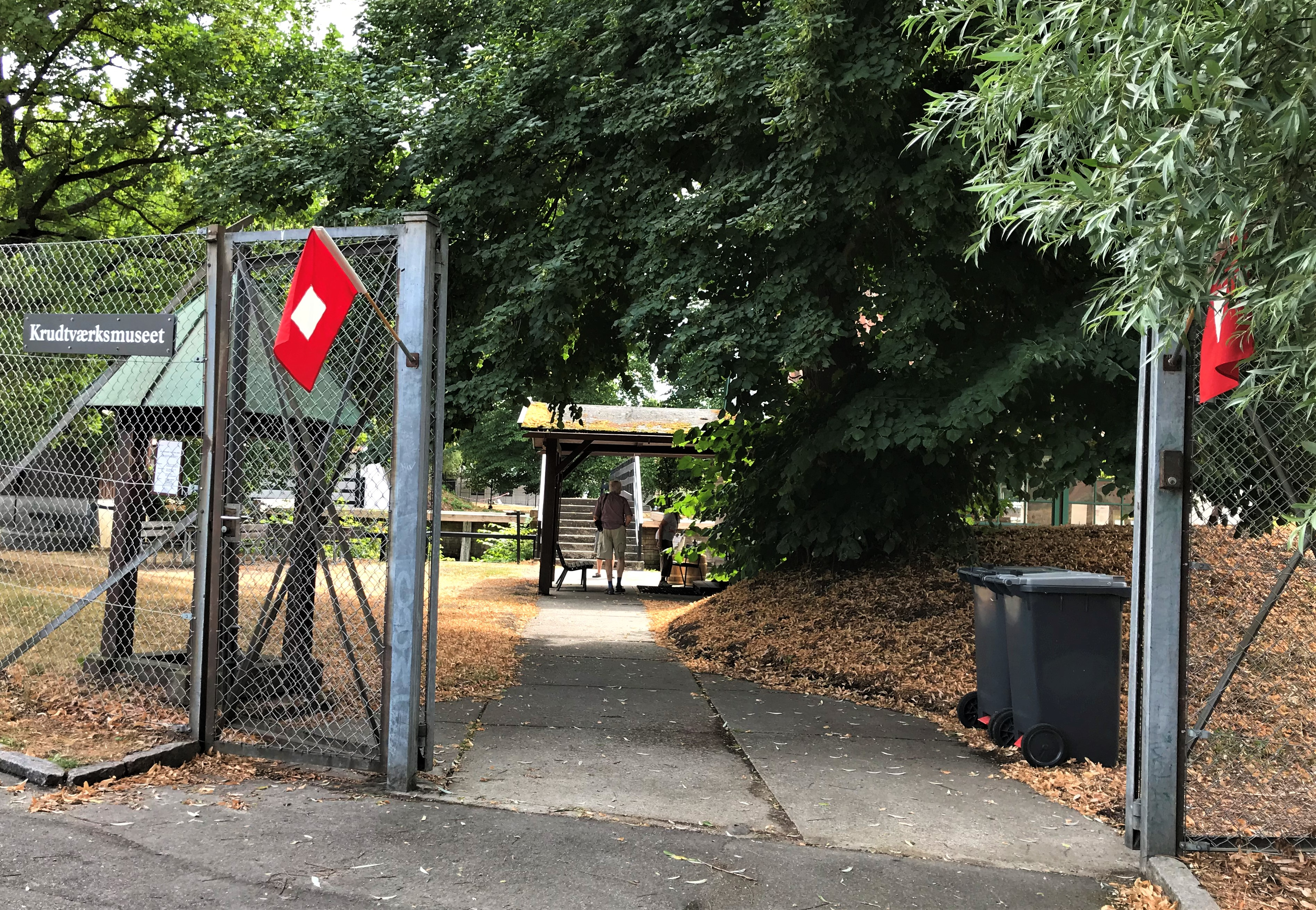
Ingången till museiområdet
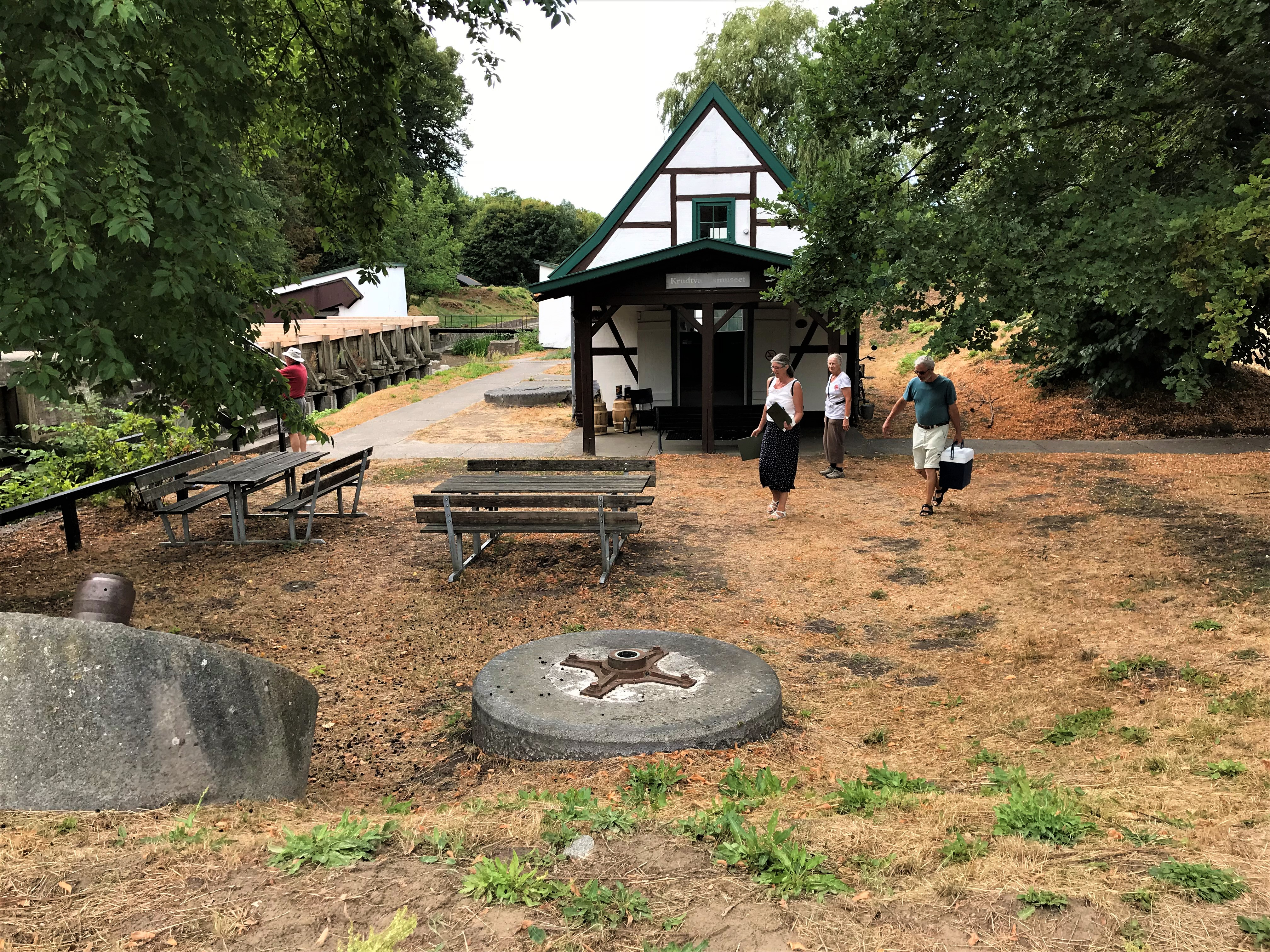
Krudtværksmuseet
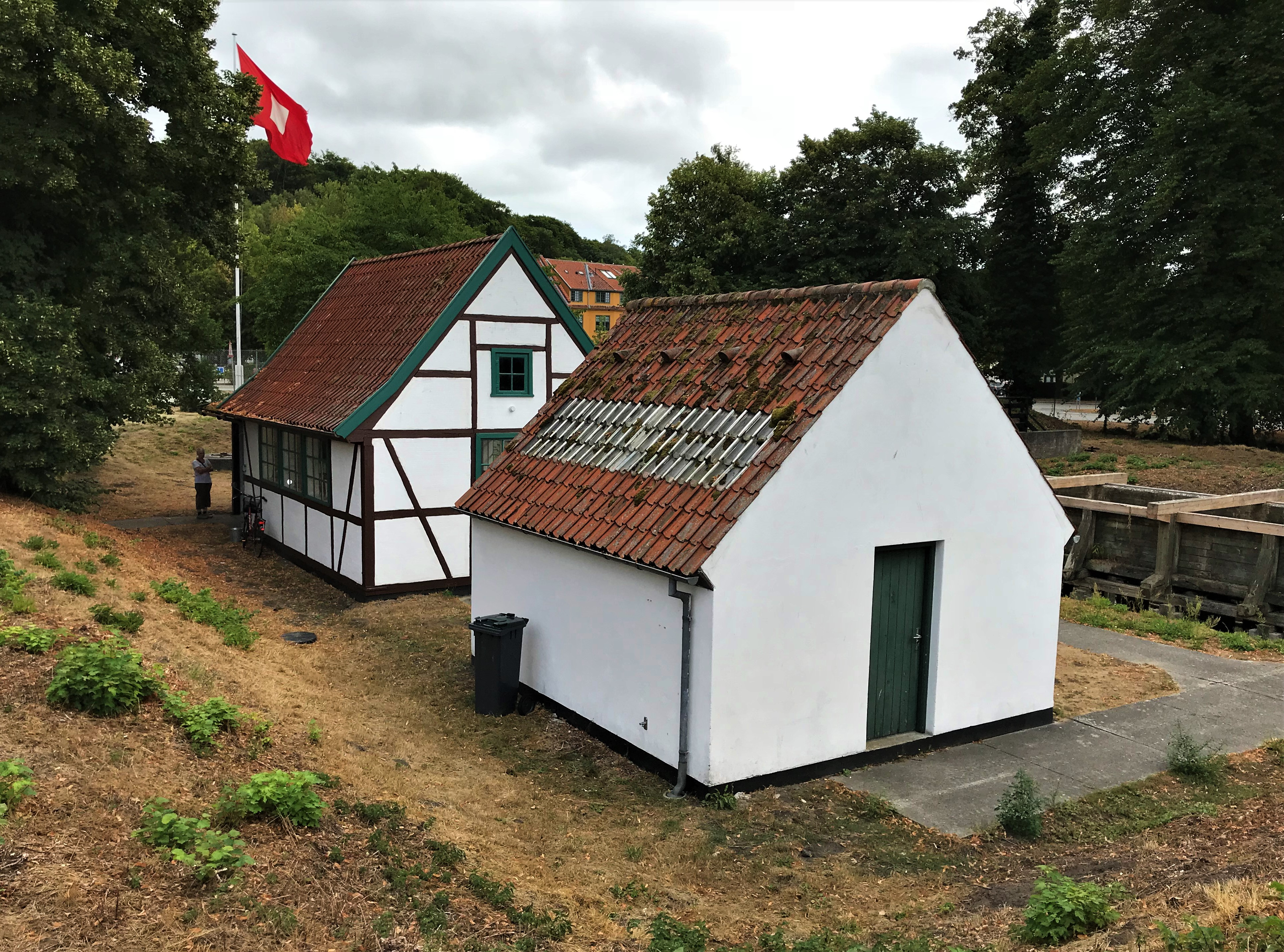
Krudtværksmuseet
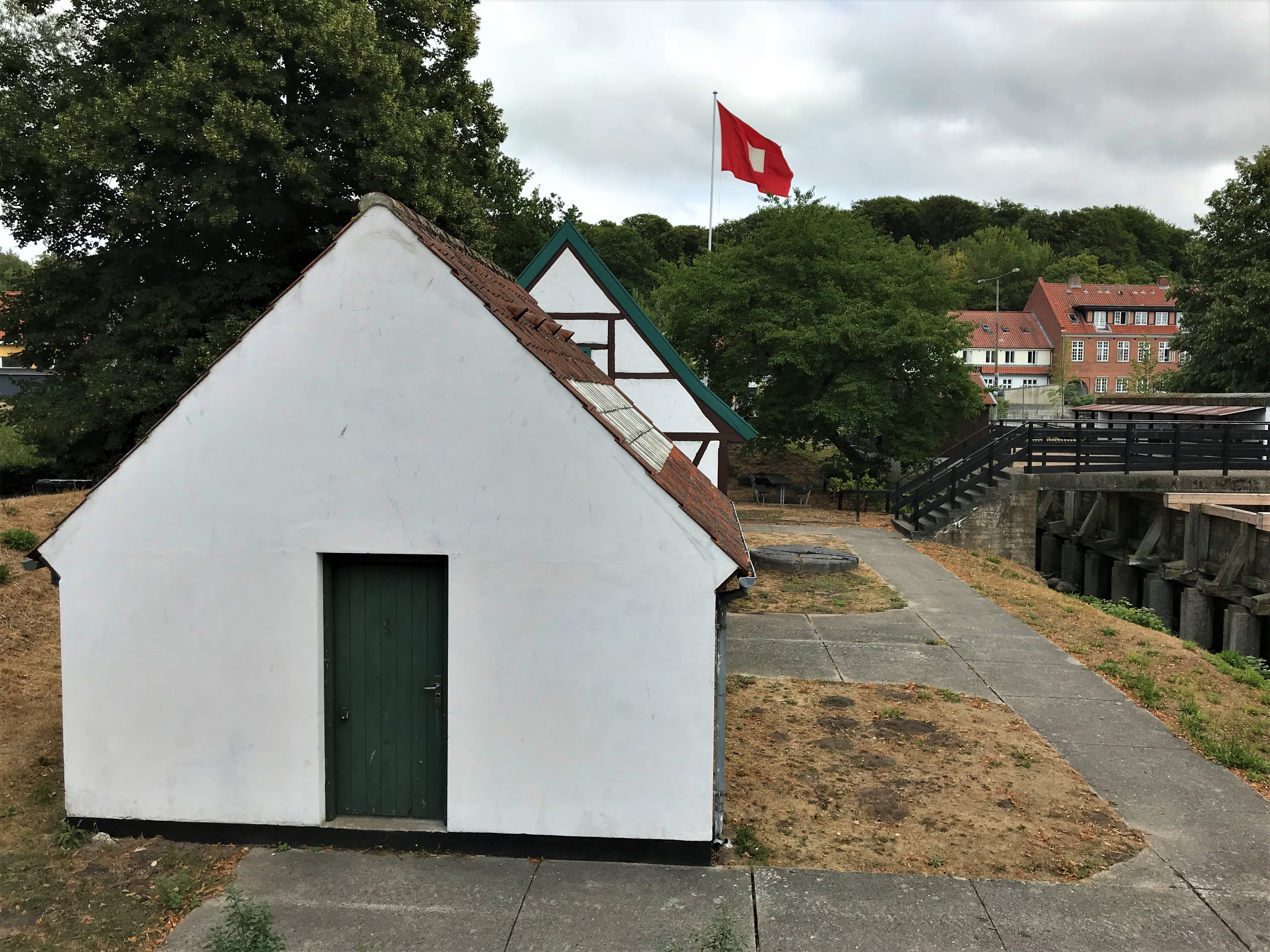
Krudtværksmuseet
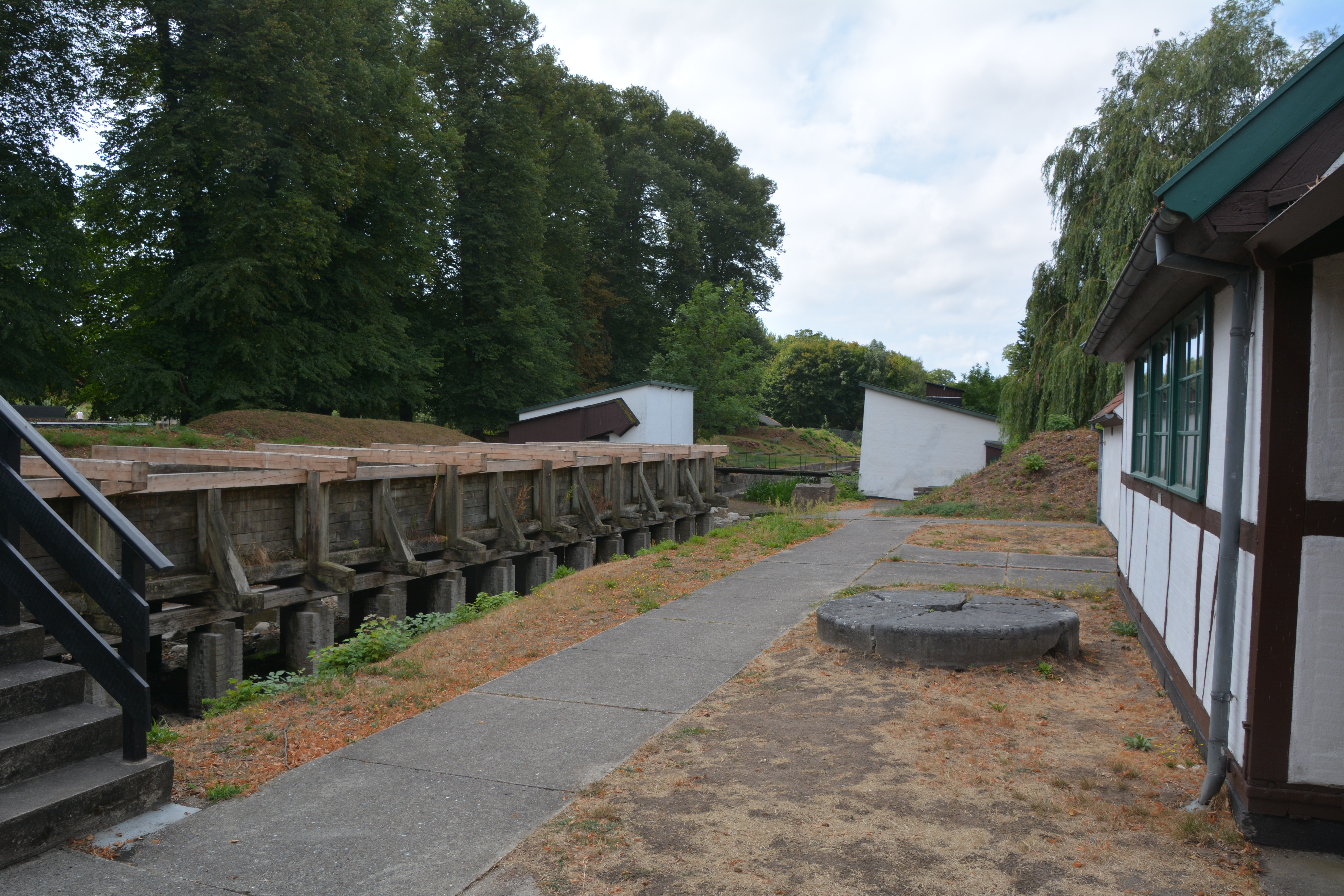
Krudtværksmuseet
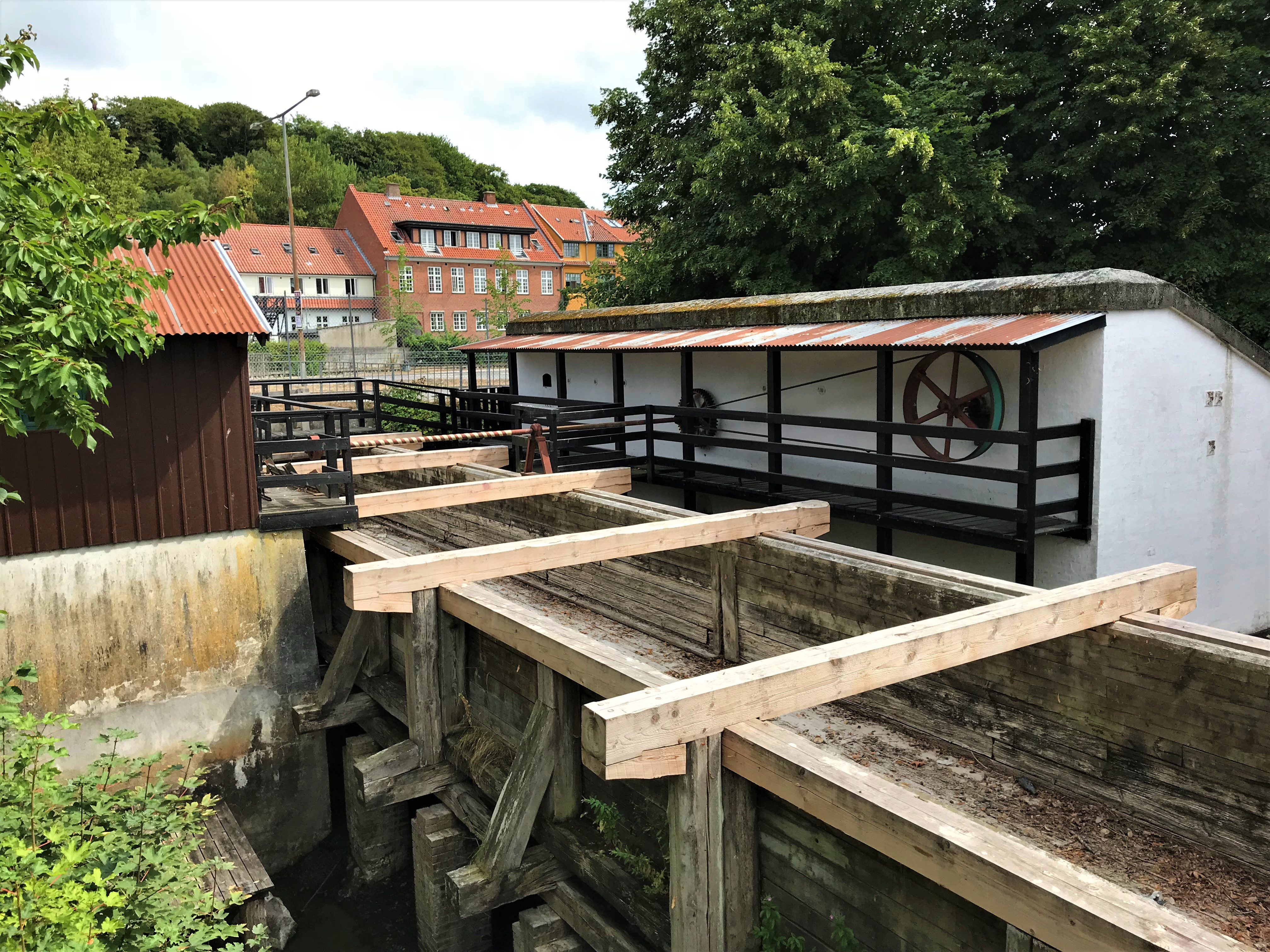
Krudtværksmuseet
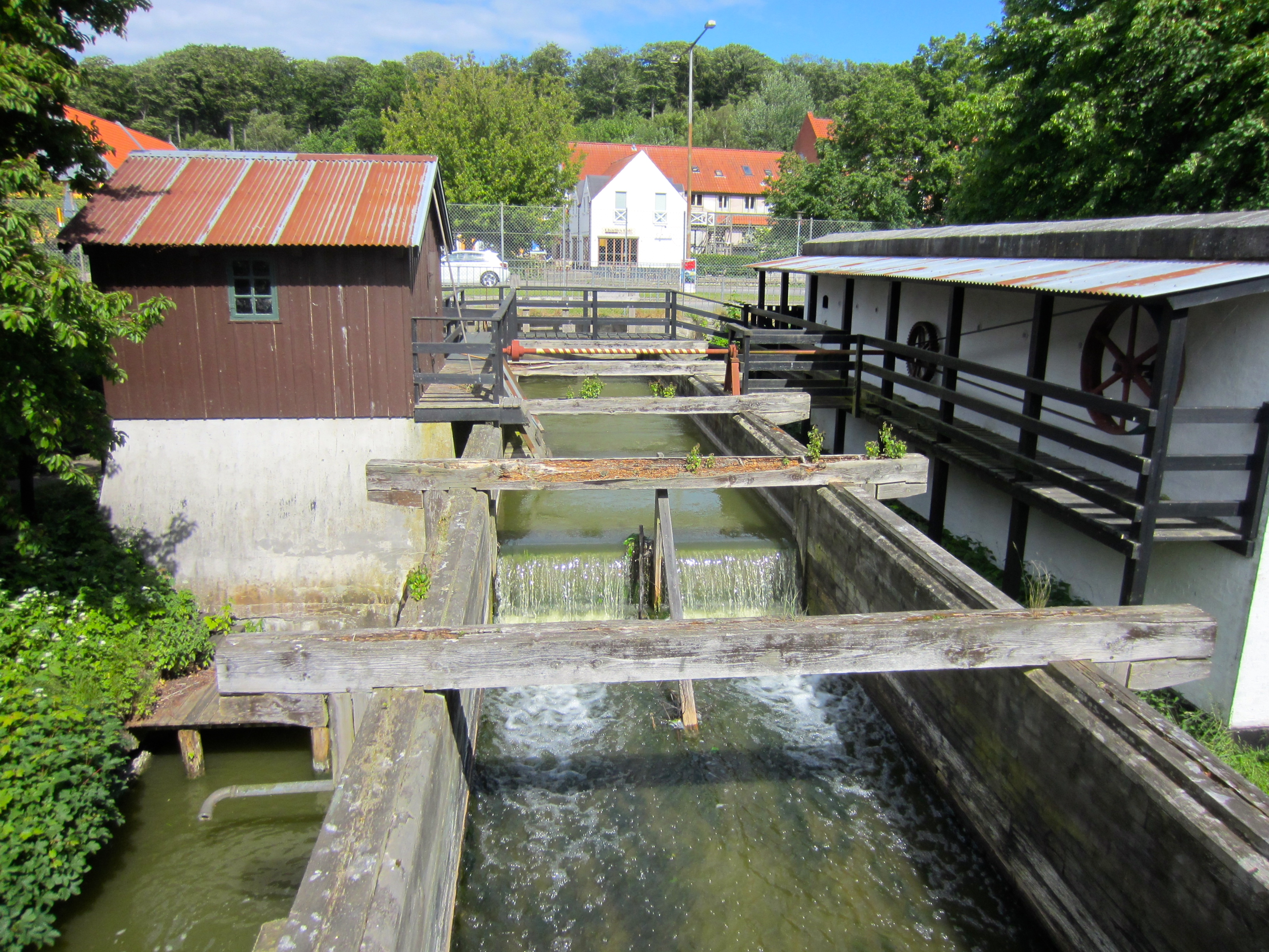
Krudtværksmuseet
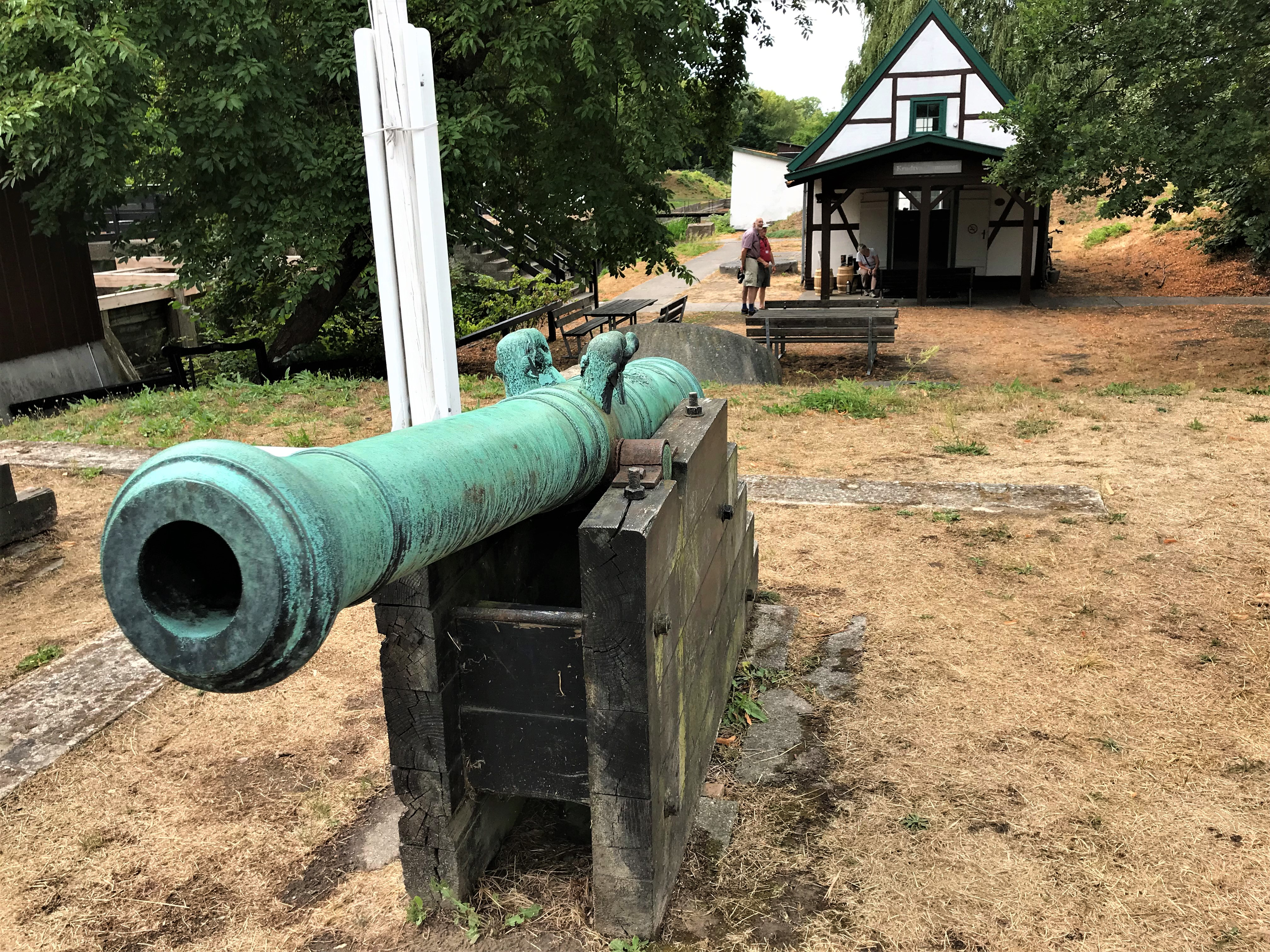
Krudtværksmuseet
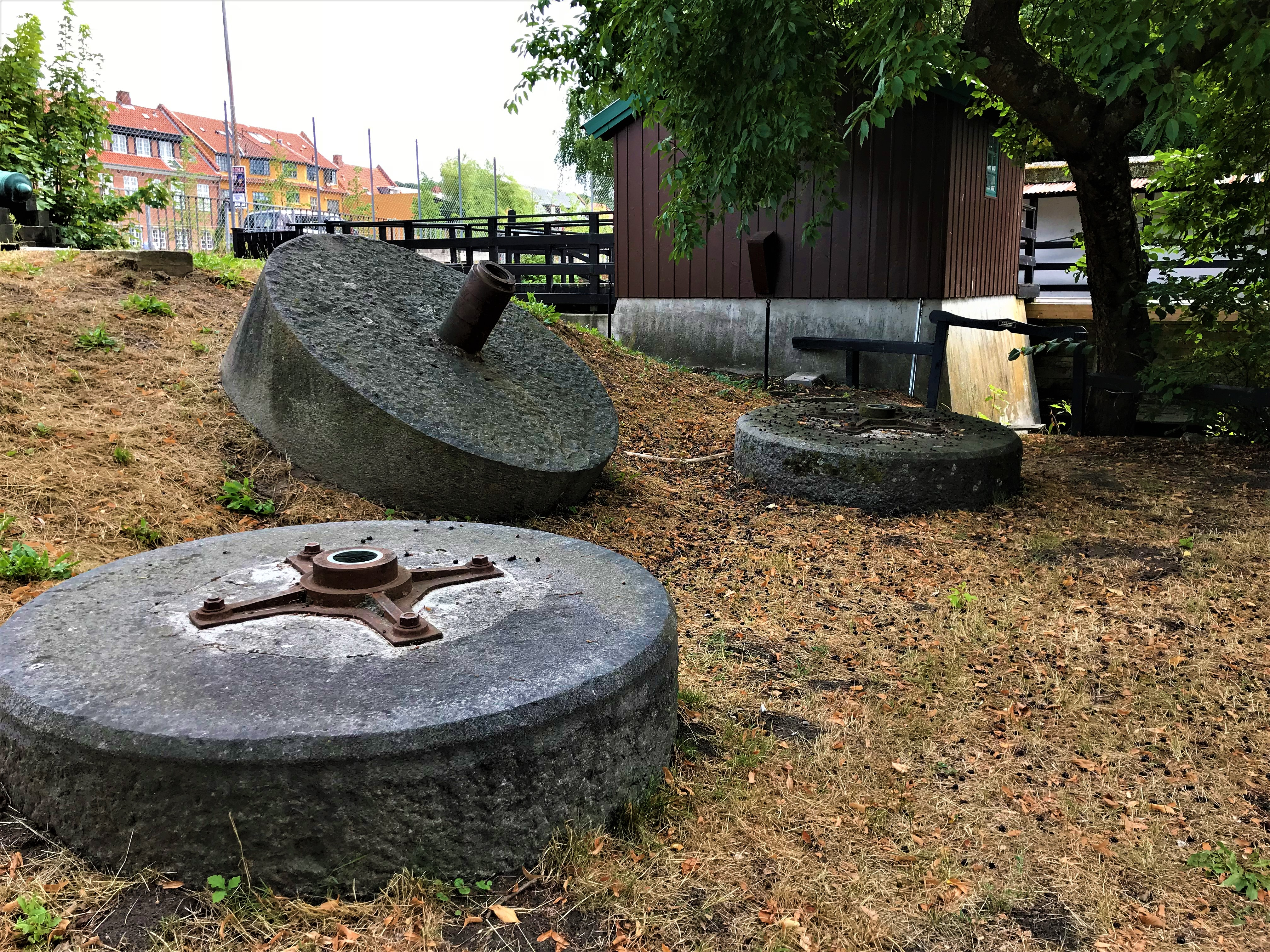
Krudtværksmuseet

### Knud Rasmussens hus
Knud Rasmussens hus i Hundested är ett personmuseum för den danska polarforskaren Knud Rasmussen, med minnen från Knud Rasmussens vetenskapliga expeditioner på Grönland. Det ligger på skansområdet nordöst om Hundesteds hamn och var hans arbetshus när han var i Danmark. (55°58′29.43″N 11°51′15.29″Ö / 55.9748417°N 11.8542472°Ö)

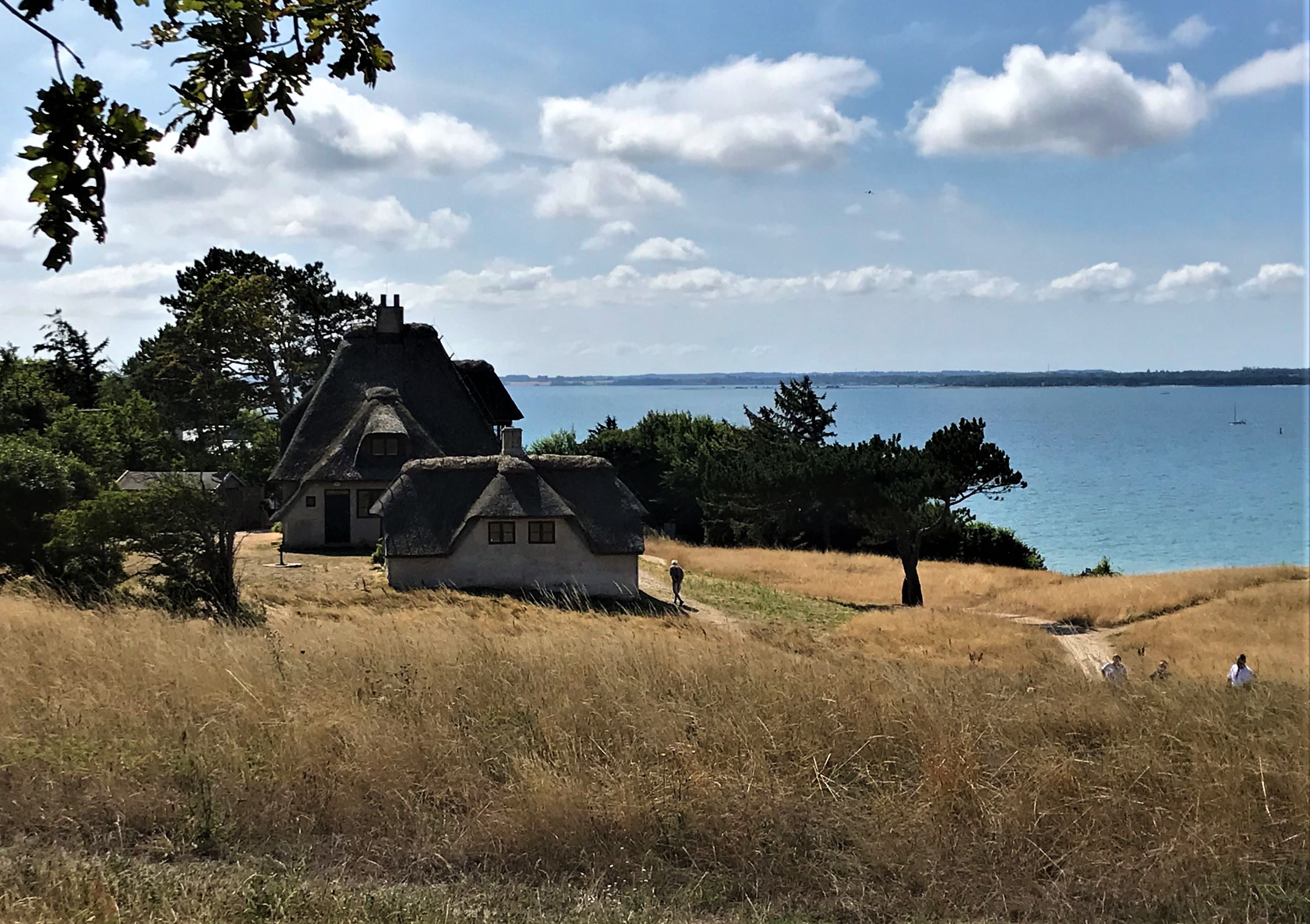
Knud Rasmussens hus i Hundested i Danmark